# Jaime Creus Martí

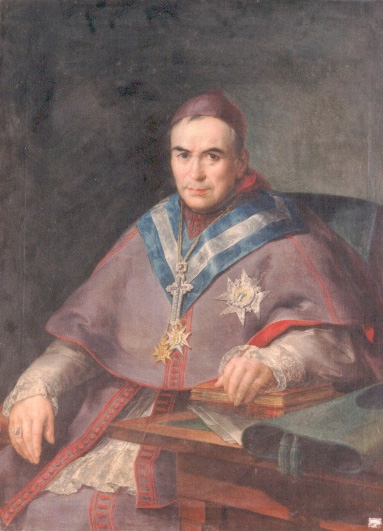
Jaime Creus Martí. Vicente López Portaña.

Jaime Creus y Martí (Mataró, 1760 - Tarragona, 1825) fue un religioso y político español. 

## Biografía
Estudió en el Seminario de Barcelona, donde fue profesor. Después, fue sacerdote en La Garriga. Posteriormente, se doctoró en teología en la Universidad de Cervera. Al producirse la ocupación francesa, fue nombrado presidente de la Junta Provincial de Cataluña. Elegido diputado por la circunscripción del principado de Cataluña en las elecciones de 1810 y 1813.
Desempeñó la presidencia de las Cortes de Cádiz en julio de 1811.
En 1822 fue presidente de la absolutista Regencia de Urgel junto con el marqués de Mataflorida y el barón de Eroles. 
En su carrera eclesiástica fue obispo de Menorca entre 1815-20 y arzobispo de Tarragona desde 1820 hasta su muerte, en 1825. 
| Predecesor: José Pablo Valiente y Bravo | Presidente de las Cortes de Cádiz 24 de junio - 23 de julio de 1811 | Sucesor: Juan José Guereña y Garayo  |
| Predecesor: Pedro Antonio Juano         | Obispo de Menorca 1815 – 1820                                       | Sucesor: Antonio Ceruelo Sanz        |
| Predecesor: Antonio Bergosa y Jordán    | Arzobispo de Tarragona 1820 - 1825                                  | Sucesor: Antonio Echanove y Zaldivar |